# プエブラ州

プエブラ州
Estado Libre y Soberano de Puebla

プエブラ州 (Puebla) は、メキシコ中東部の州。州都はプエブラ。人口は658万3278人（2020年国勢調査）。
北および東でベラクルス州と、西でイダルゴ州、メヒコ州、トラスカラ州、モレロス州と、南でゲレーロ州およびオアハカ州と隣接する。ベラクルス州との州境には、メキシコ最高峰のオリサバ山（5636メートル）がある。1531年、スペイン人によってプエブラ市が建設されて以降、プエブラの会戦などの戦禍に遭いながらもメキシコシティと港湾都市ベラクルスのあいだの交通の要衝として発展してきた。メキシコで最も経済の発展した地域のひとつであるが、その恩恵はプエブラとその周辺地域に集中しており、農村部のほとんどは発展から取り残されている。
伝統文化としては女性用ワンピースのチーナ・ポブラーナ、ソースの一種であるモーレ・ポブラーノ、シンコ・デ・マヨやワケチュラで行われる死者の日の祭事、ウェホツィンゴのカーニバルが特筆される。ナワ族、トトナカ族、ミシュテカ族、ポポロカ族、オトミ族の5つの先住民族が、州の最北部と最南部を中心に分布する。プエブラ近郊のサン・アンドゥレス・チョルラには、ピラミッド（トラチウアルテペトル）がある。